# Unterseen
Unterseen é uma comuna da Suíça, no Cantão Berna, com cerca de 5.525 habitantes. Estende-se por uma área de 14,03 km², de densidade populacional de 394 hab/km². Confina com as seguintes comunas: Beatenberg, Därligen, Habkern, Interlaken, Leissigen, Ringgenberg.
A língua oficial nesta comuna é o Alemão.

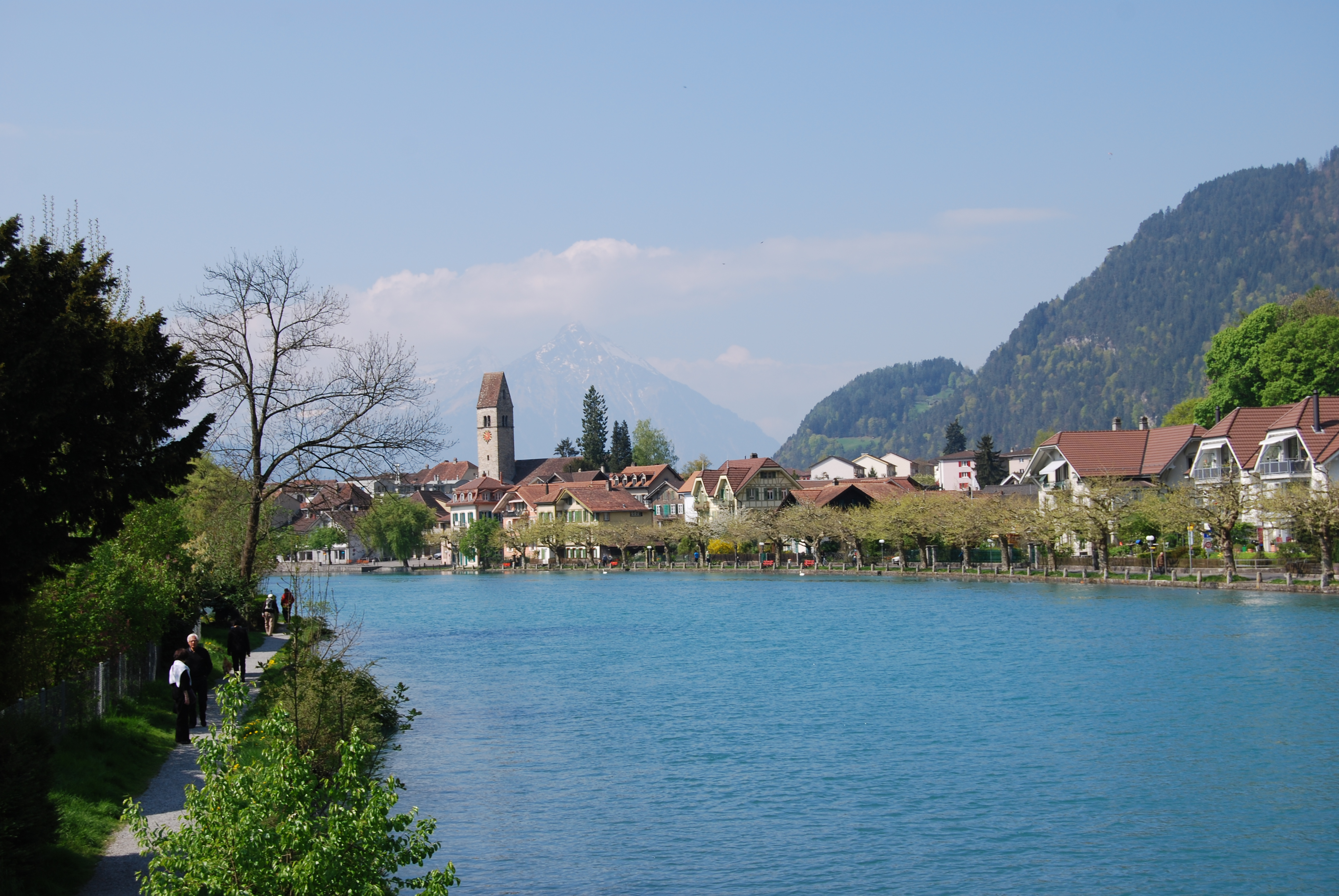
Unterseen